# Podvody na internetu
Podvody na internetu (též nazývané internetové podvody) jsou podvody, probíhající online v kyberprostoru. Některé typy podvodů začaly mimo internet nebo smartphony, ale postupně se v tomto prostředí značně rozšířily. Významně se tak rozšířil jejich dopad a nebezpečnost. Mohou mít podobu kopie internetových stránek úřadů nebo bankovních institucí, stejně jako podvodných zpráv SMS zpráv nebo přímo telefonních hovorů. Jejich účelem je získat od potenciální obětí osobní informace, přístupové údaje k účtům nebo jiným službám. Typy podvody se mohou lišit dle zemí a mění se v čase. Obecně se stávají sofistikovanější a propracovanější. Už necílí jen na důvěřivé, převážně starší lidi, ale mají daleko širší dosah. Zvyšuje se tak i jejich nebezpečnost.

## Typy podvodů
Podvody jsou různého druhu, mění se v čase i na základě lokality. Podvodníky mohou být v dané zemi občané daného státu, ale i cizinci. Nejvíce online podvodníků neboli scammerů pochází z Brazílie, Pákistánu, Jižní Afriky či Rumunska. V Česku jsou aktivní Kazaši či Rusi.

### Phishing
Phishing je podvodná technika, která se snaží získat citlivé údaje, jako jsou hesla, čísla kreditních karet nebo osobní informace, pomocí falešných e-mailů, webových stránek nebo zpráv, které vypadají jako důvěryhodně.

### Smishing
Smishing je taktika podobná phishingu, ale místo e-mailů nebo webových stránek používá podvodné SMS zprávy, které lákají oběti k otevření odkazu nebo stáhnutí škodlivé aplikace.

### Vishing
Vishing je phishing prováděný pomocí hlasových hovorů, kdy podvodníci volají obětem a tvrdí, že jsou například zaměstnanci banky, policie, pojišťovny nebo technické podpory a žádají je o sdělení citlivých údajů nebo provedení platby na „bezpečný účet“, případně aby si vzali půjčku a peníze uložili do bitcoinového automatu.

### M-platby
Online nákup je potvrzen pomocí SMS, avšak namísto zakoupení legitimní služby je oběť bez daného produktu či služby a jsou jí pravidelně automaticky strhávány peníze z kreditu nebo připisovány k paušálu. V roce 2022 tento podvod využil operátor O2.

### Podvodné platební brány
Podvodné platební brány jsou falešné webové stránky nebo aplikace, které napodobují skutečné platební brány a snaží se okrást uživatele o jejich platební údaje nebo peníze. Podvodné platební brány se často objevují na podvodných e-shopech nebo po prokliku podvodných e-mailech.

### Podvodné mobilní aplikace
Podvodné mobilní aplikace jsou aplikace, které vypadají jako legitimní, ale obsahují utajený škodlivý kód, který se na černém neprojevuje, ale může odcizit údaje uživatele, zobrazovat nevyžádanou reklamu, nainstalovat další malware, odposlouchávat telefon, případně vzdáleně ovládat celý mobilní telefon.

### Podvodné e-shopy
Podvodné e-shopy jsou webové stránky, které nabízejí zboží nebo služby za velmi nízké ceny, ale ve skutečnosti buď nedodají objednané zboží, dodají zboží špatné kvality nebo falešné, nebo ukradnou platební údaje zákazníků.

### Reverzní inzerát
Na nabízené zboží přes inzerát se ozve zájemce, který navrhne buď platbu přes platební bránu nebo odvoz zboží kurýrem. Prodávajícímu pošle odkaz na falešnou platební bránu. Tím se z prodávajícího stane platící strana. Pachatel tak vyláká citlivé informace (číslo platební karty, její platnost, CVC kód, PIN) v zájmu „urychlení a zjednodušení“ obchodu.

### Sociální sítě
Útočník se vydává za kamaráda, který ztratil přístup k původnímu účtu. Požaduje peníze, přeposlání ověřovací SMS zprávy (s výmluvou na účast v soutěži) a podobně.

### Přeposílání peněz
Převádění peněz přes účet oběti za úplatu, čímž dochází k legalizaci výnosů z trestné činnosti.

### Zázračné zbohatnutí
Zázračné zbohatnutí skrze investice nebo práci, kterou ve falešných reklamách doporučují známé osobnosti.

### Nigerijský podvod
Nigerijské dopisy (podvod 419, „nigerijský princ“) je druh podvodných e-mailů slibující odměnu za pomoc se získáním finančních prostředků.

### Láska přes internet
Seznámení a manipulace založené často na zaslání nějaké cenné zásilky (letenka, zlatý poklad, neočekávaná výhra, peníze z dědictví atd.), za které je nejprve potřeba zaplatit poplatek.

### Spoofing
Spoofing, doslova padělek, je podvodný nebo škodlivý postup, ve kterém je komunikace odeslána z neznámého zdroje, který se tváří jako zdroj známý přijímači dat. SMS spoofing je technologie, při které jsou SMS zprávy odesílány s podvrženým číslem odesílatele, nebo textového identifikátoru SMS. Falšují se také emaily, doménová jména, webové adresy atd.